# Vue sur la Relève
 (décembre 2020).
Si vous disposez d'ouvrages ou d'articles de référence ou si vous connaissez des sites web de qualité traitant du thème abordé ici, merci de compléter l'article en donnant les références utiles à sa vérifiabilité et en les liant à la section « Notes et références ».
 (décembre 2020).

Logo

Vue sur la Relève est un festival annuel qui a lieu à Montréal. 
Créé en 1996, il cherche à promouvoir la scène émergente francophone venue du Québec ou d'ailleurs.

## Présentation
Le festival a lieu tous les ans en avril ou mai et se déroule dans différents lieux de diffusion montréalais tels que le Lion d'or, le Divan Orange, le Club Soda, le théâtre Rialto, la Casa del Popolo, Le Cabaret du Mile End, le MAI...
Les objectifs du festival sont :
- L'intégration professionnelle de jeunes artistes dans l'industrie du disque et du spectacle via des formules telles que les Coups de Pouce Vue sur la Relève et les Rencontres professionnelles Vue sur la Relève,
- La promotion et la diffusion de spectacles pluridisciplinaires. La programmation se veut le reflet des nouvelles tendances de la scène,
- Le développement du public des 18-35 ans[1]

La 22e édition du Festival Vue sur la Relève aura lieu du 9 au 20 mai 2017. Le slogan du Festival est « Découvrez-les avant que tout le monde en parle ».

## Histoire
Fondé en 1979 par Marie-André Thollon, Créations Etc… est un organisme à but non lucratif. De 1979 à 1996, la mission de Créations Etc… se consacre au loisir culturel de la jeunesse et à l’intégration sociale par les arts. Pendant cette période, Créations Etc… a :
- Organisé deux tournées pancanadiennes et une tournée européenne avec des jeunes de 12 à 18 ans, qui ont participé à la création de spectacles traitant de différentes problématiques touchant la jeunesse ;
- Participé à de nombreux colloques et congrès accompagnés de spectacles créés par des jeunes, sur des sujets tels que la faim dans le monde, la violence faite aux enfants, les conflits familiaux, etc.
- Instauré Le Festival Réalité Jeunesse et le Camp des Arts Réalité jeunesse (1985-1995)

Le Festival Réalité Jeunesse était une manifestation estivale destinée à la jeune relève amateur portée par Créations Etc… Il avait lieu au Vieux-Port de Montréal et réunissait, chaque été, des jeunes âgés de 12 à 18 ans, qui produisaient des spectacles multidisciplinaires présentés durant 10 jours à la clientèle touristique du Vieux-Port.
En 1996, Réalité Jeunesse donne naissance au Festival Vue Sur la Relève; ce festival est créé en vue de répondre aux besoins d’une partie des jeunes artistes afin de les aider à s’insérer dans le milieu professionnel. Créations Etc… ajoute donc à son volet loisir culturel et intégration sociale des jeunes par les arts, celui de soutenir les jeunes créateurs âgés de 18 à 35 ans de la relève professionnelle francophone du Québec et, depuis 2002, de la francophonie canadienne. Depuis 2008, c’est l’ensemble de la francophonie mondiale qui peut participer au festival à condition de proposer un spectacle en français et d’être âgé de moins de 35 ans.
Aujourd'hui[évasif], Créations Etc… s'occupe de 3 grands projets :
- Le Festival Vue sur la Relève ;
- Le Camp des Arts : qui propose des camps de jour artistiques d’hiver et d’été à Montréal, afin d’offrir aux jeunes la possibilité de s’initier au théâtre, à la danse, au chant, à la scénographie…
- Le projet d’intervention Rousselot : qui vise l’intégration sociale des jeunes par les arts afin de favoriser le rapprochement interculturel, intercommunautaire et intergénérationnel au sein du Complexe Rousselot, situé dans un quartier défavorisé de Montréal. Ce projet est mené en collaboration avec le CLSC Villeray, la Ville de Montréal et l’Office municipal d’habitation de Montréal.

## Conditions de participation au Festival Vue sur la Relève
Les artistes qui souhaitent participer doivent remplir les conditions suivantes :
- Être âgé de 18 à 35 ans (si c’est un groupe qui se présente, une minorité peut être âgée  de plus de 35 ans),
- Avoir un spectacle professionnel prêt à être diffuser,
- Proposer un spectacle en langue francophone (critère qui ne s’applique pas à la danse),
- Le spectacle proposé doit être une création,

Le festival Vue Sur la Relève est ouvert à toutes les disciplines: danse, théâtre, chanson/musique, cirque, conte, etc. Pour la 22e édition en mai 2017, l’appel aux artistes se tient jusqu'au 31 octobre 2016.

## Déroulement
Selon les années, le festival se déroule dans différents lieux de diffusion montréalais. Pendant 10 jours, une vingtaine d'artistes foulent les planches du festival. En plus de cela et afin d’encourager la professionnalisation de ces jeunes artistes, le Festival Vue sur la Relève offre de « l'accompagnement et du parrainage (conseils, subventions, etc.) » à travers les Coups de Pouce et les Rencontres Professionnelles Vue sur la Relève.

### Les Rencontres professionnelles Vue sur la Relève
Les Rencontres Professionnelles Vue sur la Relève offrent tout au long du festival, aux jeunes artistes et travailleurs culturels qui le souhaitent les 5 à 7 Profession : Artiste et des Ateliers disciplinaires. Dans le cadre de la programmation du festival, quatre rencontres gratuites 5 à 7 Profession : Artiste, sont proposées aux jeunes artistes pour améliorer leur connaissance du milieu artistique. Pour l’occasion, des professionnels de l’industrie du disque et du spectacle viennent présenter leur organisation et échanger avec les artistes sur différents aspects de la profession.

### Les Coups de pouce Vue sur la Relève
Vue sur la Relève et ses partenaires de l'industrie du disque et du spectacle proposent des Coups de Pouce Vue sur la Relève dans le but de contribuer à l'intégration professionnelle et à l'avancement de la carrière des artistes prometteurs de la programmation du festival. Chaque partenaire choisit au sein de la programmation un ou plusieurs artistes qui bénéficieront de son soutien. Chaque année en mai, les artistes bénéficient donc de ces soutiens : enregistrement en studio, bourse, campagne de promotion, spectacle proposé dans la programmation d’une salle de spectacle… Lors de la 21e édition du festival, 45 coups de pouce ont été distribués individuellement, et 2 coups de pouce ont été distribués à l’ensemble des candidats.